# Manrode
Manrode ist ein Stadtteil der ostwestfälischen Stadt Borgentreich im Kreis Höxter in Nordrhein-Westfalen. Durch den Ort verläuft die Landesstraße 763.

## Geschichte
Manrode wurde erstmals im Jahre 1009 als Ananroth genannt, in der "Vita Meinwerci" den Aufzeichnungen des Bischofs Meinwerk, der von 1009 bis 1036 Bischof in Paderborn war. Die Schreibweise des Ortsnamens hat sich in den Jahrhunderten bis zum heutigen Manrode mehrfach verändert. Zum Kirchspiel Bühne gehörte auch die 1015 zum ersten Mal unter dem Namen Ananroth genannte Ortschaft Manrode. Später wird der Ort in den Corveyer und Helmarshäuser Güterverzeichnissen genannt. Die Ortsbezeichnung deutet darauf hin, dass Manrode auf jüngerem Rodungsboden entstanden und aus keiner bestehenden Siedlung hervorgegangen ist (siehe -rode).
Der Ort gehörte bis zu den Napoleonischen Kriegen zur Richterei Borgentreich im Hochstift Paderborn. Von 1807 bis 1813 gehörte Manrode zum Kanton Rösebeck im Departement der Fulda des Königreichs Westphalen. 1816 kam Manrode zum neuen Kreis Warburg in der preußischen Provinz Westfalen, in dem die Gemeinde bis 1937 zum Amt Borgholz und danach bis 1974 zum Amt Borgentreich gehörte.
Am 1. Januar 1975 wurde Manrode durch § 35 Sauerland/Paderborn-Gesetz in die Stadt Borgentreich eingegliedert, die gleichzeitig zum Kreis Höxter kam.

## Politik
Ortsvorsteher ist Matthias Rasche.

## Trivia
Die englische Aussprache des Namens als "man rode" inspirierte den Musiker und Hörfunkmoderator Klaus Fiehe. Dieser machte Manrode zum Titelthema einer seiner Sendungen beim Radiosender 1 Live.